# Gurgy-la-Ville
Gurgy-la-Ville è un comune francese di 40 abitanti situato nel dipartimento della Côte-d'Or nella regione della Borgogna-Franca Contea.

## Società

### Evoluzione demografica
Abitanti censiti